# Ara tricolor
Vẹt đuôi dài Cuba hay vẹt đỏ đuôi dài Cuba (Ara tricolor) là một loài vẹt đuôi dài có nguồn gốc từ hòn đảo chính của Cuba và gần Isla de la Juventud đã tuyệt chủng vào cuối thế kỷ 19. Mối quan hệ của nó với các loài vẹt đuôi dài khác trong giống của nó là không rõ ràng từ lâu, nhưng nó được cho là có liên quan chặt chẽ với vẹt đỏ đuôi dài, có một số điểm tương đồng về ngoại hình. Nó cũng có thể có liên quan chặt chẽ hoặc giống hệt với loài vẹt đỏ Jamaica giả định. Một nghiên cứu DNA năm 2018 cho thấy nó là loài chị em của hai loài vẹt đuôi dài đỏ và đuôi xanh còn tồn tại.
Dài khoảng 45–50 cm (18–20 in), vẹt đuôi dài Cuba là một trong những loài vẹt đuôi dài nhỏ nhất. Nó có đầu màu đỏ, cam, vàng và trắng, và thân màu đỏ, cam, lục, nâu và xanh lam. Người ta biết rất ít về hành vi của nó, nhưng nó được cho là đã làm tổ trong các cây rỗng, sống theo cặp hoặc gia đình và ăn hạt và trái cây. Phân bố ban đầu của loài này ở Cuba vẫn chưa được biết, nhưng nó có thể đã bị giới hạn ở các phần trung tâm và phía tây của hòn đảo. Nó chủ yếu được báo cáo từ Đầm lầy Zapata rộng lớn, nơi nó sinh sống ở địa hình mở với cây cối rải rác.
Vẹt đuôi dài Cuba được buôn bán và săn lùng bởi người Mỹ bản địa và người châu Âu sau khi họ đến vào thế kỷ 15. Nhiều cá thể đã được đưa đến châu Âu dưới dạng chim nuôi, và 19 bộ da bảo tàng tồn tại cho đến ngày nay. Không có bộ xương hiện đại nào được biết đến, nhưng một số hài cốt của bộ xương phụ đã được tìm thấy ở Cuba. Nó đã trở nên hiếm vào giữa thế kỷ 19 do áp lực từ săn bắn, buôn bán và phá hủy môi trường sống. Bão cũng có thể góp phần vào sự sụp đổ của nó. Các tài liệu đáng tin cậy cuối cùng về loài này là từ những năm 1850 ở Cuba và 1864 ở Isla de la Juventud, nhưng nó có thể vẫn tồn tại cho đến năm 1885.

## Phân loại

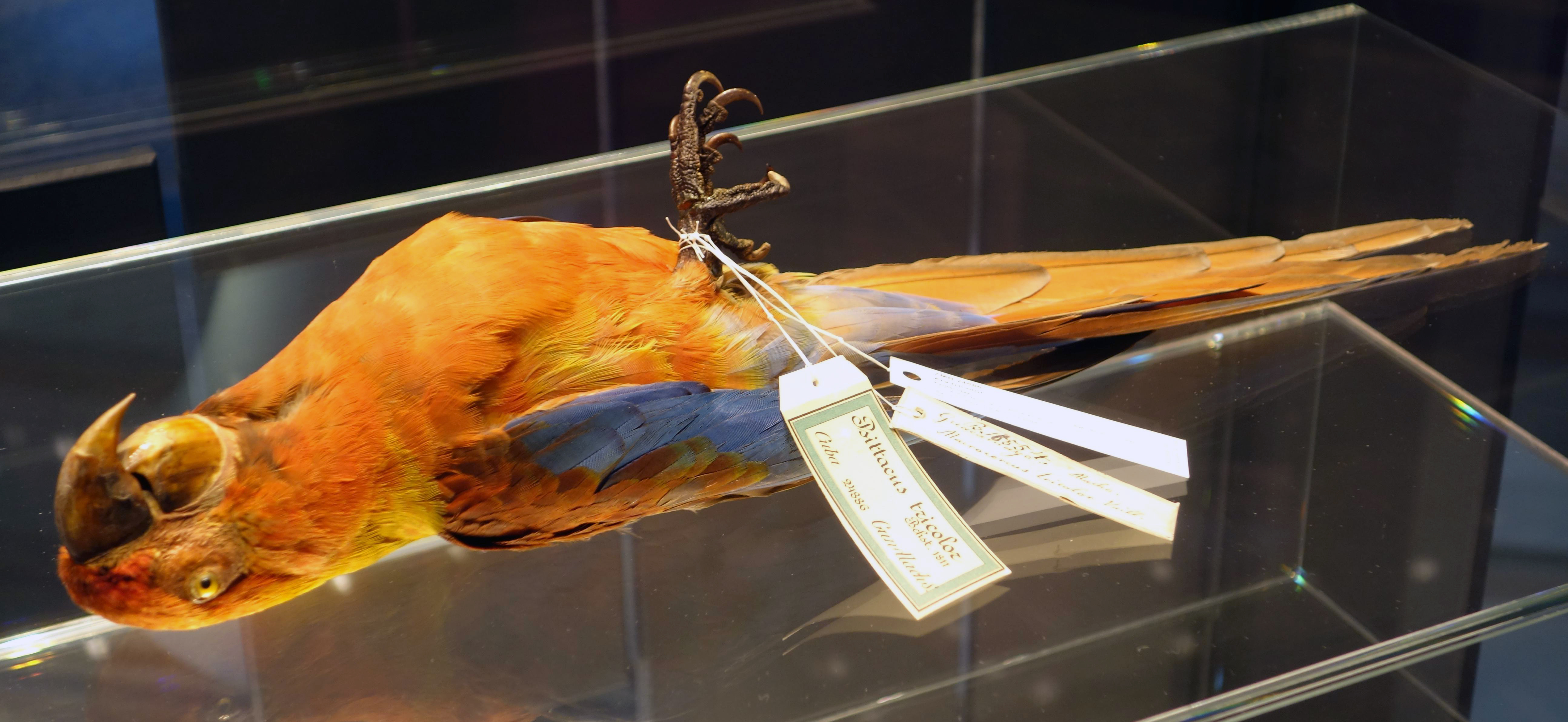
Nghiên cứu da ở bảo tàng Für Naturkunde, Berlin, một trong 19 mẫu vật còn tồn tại

Những nhà thám hiểm đầu tiên của Cuba, chẳng hạn như Christopher Columbus và Diego Álvarez Chanca, đã đề cập đến vẹt đuôi dài ở đó trong các tác phẩm vào thế kỷ 15 và 16. Vẹt đuôi dài Cuba đã được mô tả và minh họa trong một số câu chuyện ban đầu về hòn đảo này. Năm 1811, nhà tự nhiên học người Đức Johann Matthäus Bechstein đã đặt tên khoa học cho loài này là Psittacus tricolor. Mô tả của Bechstein dựa trên mục ban đầu của loài chim trong cuốn sách Lịch sử Naturelle des Perroquets năm 1801 của nhà tự nhiên học người Pháp François Le Vaillant. Bản tường thuật của Le Vaillant một phần dựa trên tác phẩm Planches Enuminées cuối thế kỷ 18 của các nhà tự nhiên học người Pháp Comte de Buffon và Edme-Louis Daubenton, cũng như một mẫu vật ở Paris; vì không biết đây là mẫu vật nào, loài này không có kiểu hình ảnh ba chiều. Bức tranh màu nước ban đầu của họa sĩ người Pháp Jacques Barraband, vốn là cơ sở của tấm trong cuốn sách của Le Vaillant, khác với bức tranh cuối cùng ở chỗ cho thấy những chiếc lông vũ màu đỏ tươi ít cánh che phủ (vùng "vai"), nhưng ý nghĩa của điều này không rõ ràng.
Ngày nay, 19 bộ da của vẹt đuôi dài Cuba tồn tại trong 15 bộ sưu tập trên toàn thế giới (hai bộ trong Bảo tàng Lịch sử Tự nhiên ở Tring, Bảo tàng Lịch sử Tự nhiên Quốc gia Pháp ở Paris, Bảo tàng Lịch sử Tự nhiên Thụy Điển và Bảo tàng Smithsonian), nhưng nhiều bộ không rõ ràng nguồn gốc. Một số được cung cấp bởi nhà tự nhiên học người Cuba Juan Gundlach, người đã thu thập một số cá thể cuối cùng thường xuyên kiếm ăn gần Đầm lầy Zapata vào năm 1849–1850. Một số mẫu vật bảo tồn được biết là đã sống trong điều kiện nuôi nhốt trong các vườn thú (chẳng hạn như Jardin des Plantes de Paris, Sở thú Berlin và Vườn thú Amsterdam) hoặc là chim lồng. Một mẫu vật duy nhất tại Bảo tàng Thế giới, Viện bảo tàng Quốc gia Liverpool đã chết ở Edward Smith-Stanley, phi công của Bá tước Derby thứ 13 tại Knowsley Hall vào năm 1846. Một số bộ da khác được biết là đã tồn tại, nhưng đã bị mất. Không có tài liệu nào về trứng của nó.
Không có bộ xương hiện đại nào của loài vẹt đuôi dài này được biết đến, nhưng ba mẫu vật con vẹt đuôi dài đã được phát hiện: một nửa xương cá chép từ một mỏ có thể có từ mùa xuân Pleistocen ở Ciego Montero, được xác định bằng cách ngoại suy kích thước của da vẹt đuôi dài Cuba và xương của vẹt đuôi dài còn tồn tại (báo cáo năm 1928), một mái nhà từ mỏ hang động Đệ tứ ở Caimito (báo cáo năm 1984), và một hộp sọ mòn từ Sagua La Grande, được lắng đọng trong một hố sụt đầy nước có thể trong Đệ tứ và có liên quan đến nhiều loài chim và con lười đất đã tuyệt chủng (báo cáo năm 2008).

### Các loài liên quan

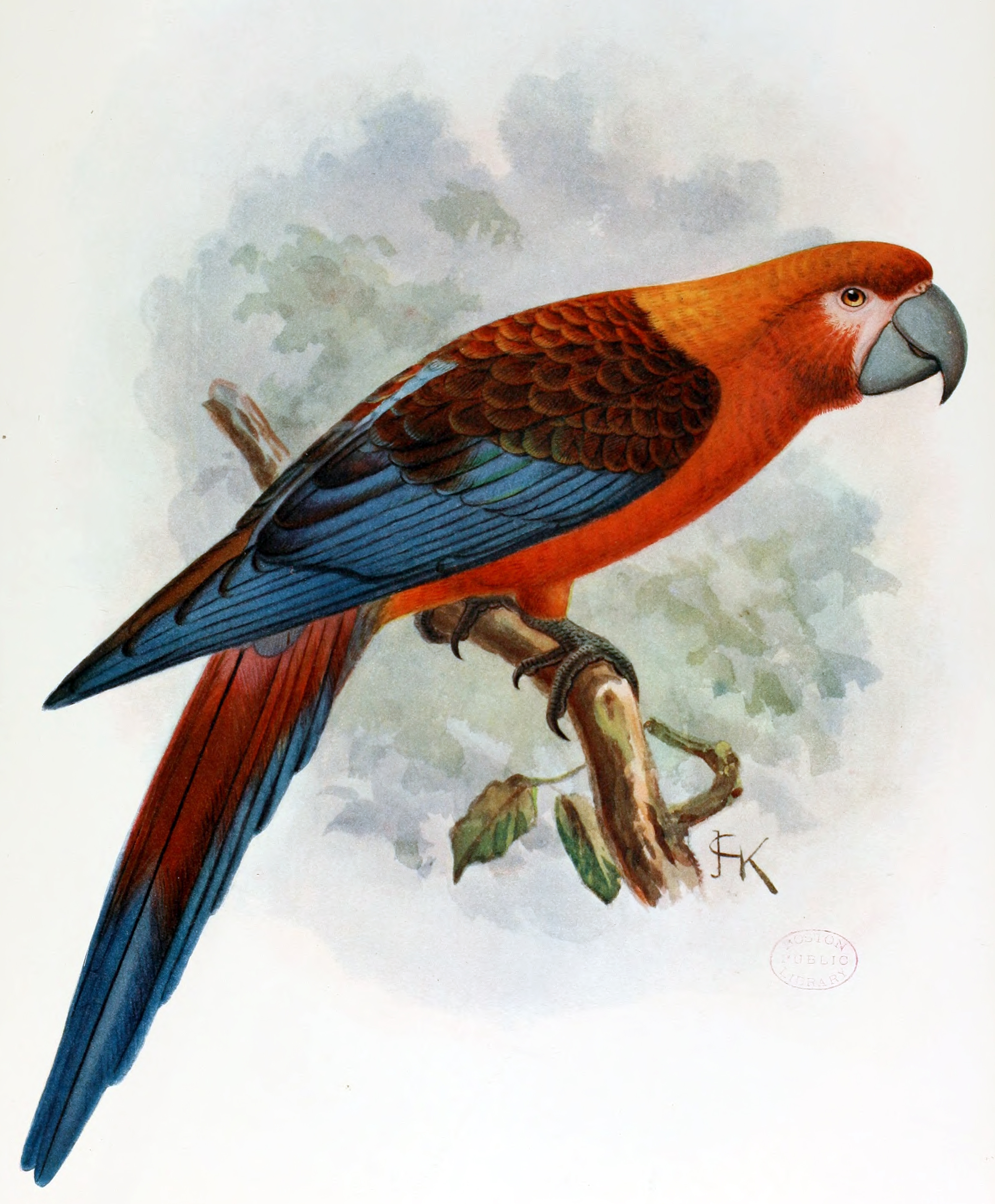
Bức tranh về một mẫu vật trong Bảo tàng Liverpool (mà một nhà văn nhận thấy đủ khác với các mẫu vật khác để có thể là một loài khác), của John Gerrard Keulemans, 1907

Có tới 13 loài vẹt đuôi dài khác nhau đã tuyệt chủng được cho là đã sống trên các đảo Caribe, nhưng nhiều loài trong số này dựa trên các mô tả hoặc hình vẽ cũ và chỉ đại diện cho các loài giả định. Chỉ có ba loài vẹt đuôi dài đặc hữu của vùng Caribe được biết đến từ các di tích vật chất: vẹt Cuba, vẹt đuôi dài Saint Croix (Ara autochthones), chỉ được biết đến từ các loài phụ và vẹt đuôi dài Antillean ít hơn (Ara guadeloupensis), được biết đến từ các loài vẹt phụ và báo cáo. Macaws được biết là đã được vận chuyển giữa các đảo Caribe và từ lục địa Nam Mỹ đến Caribe cả trong thời lịch sử bởi người châu Âu và người bản xứ, cũng như trong thời tiền sử bởi người Paleoamericans. Do đó, những ghi chép lịch sử về vẹt đuôi dài trên những hòn đảo này có thể không đại diện cho các loài đặc hữu, riêng biệt; cũng có thể chúng đã trốn thoát hoặc vẹt đuôi dài hoang dã đã được vận chuyển đến các đảo. Tất cả các loài vẹt đuôi dài đặc hữu vùng Caribe có khả năng bị con người dẫn đến tuyệt chủng trong thời kỳ lịch sử và tiền sử. Danh tính của những con vẹt đuôi dài này có thể chỉ được giải quyết thêm thông qua việc tìm thấy hóa thạch và kiểm tra các báo cáo và tác phẩm nghệ thuật đương đại.
Vẹt đuôi dài đỏ Jamaica (Ara gossei) được đặt tên bởi nhà động vật học người Anh Walter Rothschild vào năm 1905 trên cơ sở mô tả của một mẫu vật được chụp vào năm 1765. Nó được mô tả là giống với vẹt đuôi dài Cuba, chủ yếu chỉ khác ở chỗ có trán màu vàng. Một số nhà nghiên cứu tin rằng mẫu vật được mô tả có thể là một con vẹt Cuba hoang dã. Một bức tranh cách điệu năm 1765 về một con vẹt đuôi dài của Trung úy người Anh L. J. Robins, được xuất bản trong một tập mang tên Lịch sử tự nhiên của Jamaica, khớp với loài vẹt đuôi dài Cuba và có thể cho thấy một mẫu vật đã được nhập khẩu ở đó; tuy nhiên, người ta cũng khẳng định rằng bức tranh vẽ loài vẹt đuôi dài đỏ Jamaica. Cuốn sách Những loài chim tuyệt chủng năm 1907 của Rothschild bao gồm mô tả một mẫu vật trong Bảo tàng Liverpool được trình bày là một con vẹt đuôi dài Cuba. Trong một bài đánh giá năm 1908 về cuốn sách được xuất bản trên tạp chí The Auk, nhà điểu học người Mỹ Charles Wallace Richmond tuyên bố rằng bức ảnh trông đủ khác biệt với loài vẹt đuôi dài Cuba đã biết rằng mẫu vật có thể thực sự là một trong những loài vẹt đuôi dài chưa được biết đến, chẳng hạn như một loài từ Haiti. Đề xuất này đã không được chấp nhận.
Tên Ara tricolor haitius được đặt ra cho một phân loài được cho là từ Hispaniola bởi nhà điểu học người Đức Dieter Hoppe vào năm 1983, nhưng hiện nay được coi là dựa trên các ghi chép sai lầm. Năm 1985, nhà điểu học người Mỹ David Wetherbee cho rằng các mẫu vật còn tồn tại đã được thu thập từ cả Cuba và Hispaniola, và hai quần thể đại diện cho các loài riêng biệt, khác nhau về chi tiết màu sắc của chúng. Cho dù nói rằng cái tên Ara tricolor thay vì áp dụng cho các loài được cho là gốc Tây Ban Nha, vì ông tin rằng Cuba không có người sưu tập chim trước năm 1822, và hình minh họa và mô tả do Le Vaillant công bố dựa trên một mẫu vật được thu thập trong chuyến thám hiểm năm 1798 đến Hispaniola. Do đó, các loài ở Cuba cần một cái tên cụ thể mới, Wetherbee đã đặt ra Ara cubensis cho nó. Ông cũng cho rằng vẹt đuôi dài đỏ Jamaica được dựa trên một "tapiré"; một mẫu vật có màu sắc đã được thay đổi thông qua một kỹ thuật của người Mỹ bản địa, theo đó những chiếc lông đang phát triển có thể thay đổi thành màu đỏ và vàng bằng cách sơn chúng bằng dịch cơ thể của loài ếch phi tiêu nhuộm (Dendrobates tinctorius). Ý tưởng rằng cái tên Ara tricolor được áp dụng cho một loài gốc Tây Ban Nha đã được chấp nhận vào năm 1989, nhưng vào năm 1995, nhà điểu học người Anh Michael Walters chỉ ra rằng các loài chim thực sự đã được mô tả từ Cuba trước năm 1822, rằng sự khác biệt được cho là về màu sắc là không có tầm quan trọng, và do đó cơ sở lập luận của Wetherbee không hợp lệ. Không có bằng chứng rõ ràng về một loài vẹt đuôi dài trên Hispaniola.

### Sự phát triển
Vì các mô tả chi tiết về vẹt đuôi dài đã tuyệt chủng chỉ tồn tại đối với các loài ở Cuba, nên không thể xác định được mối quan hệ qua lại của chúng. Người ta cho rằng họ hàng gần nhất của vẹt đuôi dài Cuba là vẹt đuôi dài đỏ tươi (Ara macao), do sự phân bố tương tự màu đỏ và xanh lam trong bộ lông của chúng, và sự hiện diện của một mảng trắng xung quanh mắt, trần truồng ngoại trừ các đường của lông nhỏ màu đỏ. Hơn nữa, phạm vi của vẹt đỏ tươi còn kéo dài đến rìa của Biển Caribe. Cả hai cũng có chung một loài ve lông, hỗ trợ mối quan hệ của họ. Năm 1967, nhà điểu học người Mỹ James Greenway đã gợi ý rằng vẹt đỏ và vẹt đuôi dài Cuba tạo thành một loài siêu loài với các loài đã tuyệt chủng khác được cho là đã sinh sống ở Jamaica, Hispaniola và Guadeloupe.
Một nghiên cứu DNA năm 2018 của nhà sinh vật học Thụy Điển Ulf S. Johansson và các đồng nghiệp đã phân tích bộ gen ty thể của hai mẫu vẹt đuôi dài Cuba trong Bảo tàng Lịch sử Tự nhiên Thụy Điển (lấy mẫu từ các ngón chân của chúng). Mặc dù người ta cho rằng loài Cuba sẽ tạo thành một nhóm với vẹt đỏ chủ yếu tương tự như vẹt đỏ và vẹt đuôi dài đỏ và xanh (Ara chloropterus), thay vào đó, họ nhận thấy nó là cơ sở của (và các loài chị em của) hai loài vẹt đuôi dài đỏ lớn đó, cũng như hai loài vẹt đuôi dài xanh lớn, vẹt đuôi dài quân sự (Ara militaris) và vẹt đuôi dài xanh lớn (Ara mập mờ). Biểu đồ dưới đây theo nghiên cứu năm 2018:
|  | Ara tricolor (Cuban macaw)                                                                   |
|  |                                                                                              |
|  | \| \| Ara militaris (military macaw) \| \| \| \| \| \| Ara macao (scarlet macaw) \| \| \| \| |
|  |                                                                                              |
|  | Ara militaris (military macaw)                                                               |
|  |                                                                                              |
|  | Ara macao (scarlet macaw)                                                                    |
|  |                                                                                              |

|  | Ara militaris (military macaw) |
|  |                                |
|  | Ara macao (scarlet macaw)      |
|  |                                |

|  | Ara tricolor (Cuban macaw)                                                                   |
|  |                                                                                              |
|  | \| \| Ara militaris (military macaw) \| \| \| \| \| \| Ara macao (scarlet macaw) \| \| \| \| |
|  |                                                                                              |
|  | Ara militaris (military macaw)                                                               |
|  |                                                                                              |
|  | Ara macao (scarlet macaw)                                                                    |
|  |                                                                                              |

|  | Ara militaris (military macaw) |
|  |                                |
|  | Ara macao (scarlet macaw)      |
|  |                                |

|  | Ara ararauna (blue-and-yellow macaw)    |
|  |                                         |
|  | Ara glaucogularis (blue-throated macaw) |
|  |                                         |

|  | Ara tricolor (Cuban macaw)                                                                   |
|  |                                                                                              |
|  | \| \| Ara militaris (military macaw) \| \| \| \| \| \| Ara macao (scarlet macaw) \| \| \| \| |
|  |                                                                                              |
|  | Ara militaris (military macaw)                                                               |
|  |                                                                                              |
|  | Ara macao (scarlet macaw)                                                                    |
|  |                                                                                              |

|  | Ara militaris (military macaw) |
|  |                                |
|  | Ara macao (scarlet macaw)      |
|  |                                |

|  | Ara tricolor (Cuban macaw)                                                                   |
|  |                                                                                              |
|  | \| \| Ara militaris (military macaw) \| \| \| \| \| \| Ara macao (scarlet macaw) \| \| \| \| |
|  |                                                                                              |
|  | Ara militaris (military macaw)                                                               |
|  |                                                                                              |
|  | Ara macao (scarlet macaw)                                                                    |
|  |                                                                                              |

|  | Ara militaris (military macaw) |
|  |                                |
|  | Ara macao (scarlet macaw)      |
|  |                                |

|  | Ara ararauna (blue-and-yellow macaw)    |
|  |                                         |
|  | Ara glaucogularis (blue-throated macaw) |
|  |                                         |

|  | Primolius couloni (blue-headed macaw)  |
|  |                                        |
|  | Primolius maracana (blue-winged macaw) |
|  |                                        |

|  | Ara tricolor (Cuban macaw)                                                                   |
|  |                                                                                              |
|  | \| \| Ara militaris (military macaw) \| \| \| \| \| \| Ara macao (scarlet macaw) \| \| \| \| |
|  |                                                                                              |
|  | Ara militaris (military macaw)                                                               |
|  |                                                                                              |
|  | Ara macao (scarlet macaw)                                                                    |
|  |                                                                                              |

|  | Ara militaris (military macaw) |
|  |                                |
|  | Ara macao (scarlet macaw)      |
|  |                                |

|  | Ara tricolor (Cuban macaw)                                                                   |
|  |                                                                                              |
|  | \| \| Ara militaris (military macaw) \| \| \| \| \| \| Ara macao (scarlet macaw) \| \| \| \| |
|  |                                                                                              |
|  | Ara militaris (military macaw)                                                               |
|  |                                                                                              |
|  | Ara macao (scarlet macaw)                                                                    |
|  |                                                                                              |

|  | Ara militaris (military macaw) |
|  |                                |
|  | Ara macao (scarlet macaw)      |
|  |                                |

|  | Ara ararauna (blue-and-yellow macaw)    |
|  |                                         |
|  | Ara glaucogularis (blue-throated macaw) |
|  |                                         |

|  | Ara tricolor (Cuban macaw)                                                                   |
|  |                                                                                              |
|  | \| \| Ara militaris (military macaw) \| \| \| \| \| \| Ara macao (scarlet macaw) \| \| \| \| |
|  |                                                                                              |
|  | Ara militaris (military macaw)                                                               |
|  |                                                                                              |
|  | Ara macao (scarlet macaw)                                                                    |
|  |                                                                                              |

|  | Ara militaris (military macaw) |
|  |                                |
|  | Ara macao (scarlet macaw)      |
|  |                                |

|  | Ara tricolor (Cuban macaw)                                                                   |
|  |                                                                                              |
|  | \| \| Ara militaris (military macaw) \| \| \| \| \| \| Ara macao (scarlet macaw) \| \| \| \| |
|  |                                                                                              |
|  | Ara militaris (military macaw)                                                               |
|  |                                                                                              |
|  | Ara macao (scarlet macaw)                                                                    |
|  |                                                                                              |

|  | Ara militaris (military macaw) |
|  |                                |
|  | Ara macao (scarlet macaw)      |
|  |                                |

|  | Ara ararauna (blue-and-yellow macaw)    |
|  |                                         |
|  | Ara glaucogularis (blue-throated macaw) |
|  |                                         |

|  | Primolius couloni (blue-headed macaw)  |
|  |                                        |
|  | Primolius maracana (blue-winged macaw) |
|  |                                        |

Vẹt đuôi dài Cuba nhỏ hơn các loài còn tồn tại có liên quan và một trong những loài Ara nhỏ nhất, điều này cho thấy kích thước nhỏ hơn có thể là trạng thái tổ tiên của nhóm, mặc dù nó cũng có thể nhỏ hơn sau khi được thành lập ở Antilles. Johansson và các đồng nghiệp ước tính rằng vẹt đuôi dài Cuba đã tách ra khỏi họ hàng trên đất liền của nó khoảng 4 triệu năm trước, trong thời kỳ đầu của Pliocen. Vì đây là sau khi cây cầu đất liền được cho là kết nối Đại Antilles với Nam Mỹ không còn tồn tại, tổ tiên của vẹt đuôi dài Cuba hẳn đã phân tán đến Antilles trên vùng nước mở. Do đó, vẹt đuôi dài Cuba không phải là một nhánh gần đây của vẹt đuôi dài đỏ, có một lịch sử độc lập lâu đời trên đất nước Cuba. Do đó, Johansson và các đồng nghiệp lưu ý rằng mặc dù nhiều loài vẹt đuôi dài Caribe đã tuyệt chủng từng được mô tả trong quá khứ có thể là không rõ ràng, nhưng sẽ có rất nhiều thời gian cho một bức xạ vẹt đuôi dài ở đó, dựa trên khoảng thời gian loài vẹt đuôi dài Cuba bị tách khỏi các loài đại lục. Một nghiên cứu di truyền về loài vẹt đỏ vào năm 2020 của nhà sinh thái học người Mỹ Kari L. Schmidt và các đồng nghiệp đã dẫn đến một biểu đồ tương tự như biểu đồ của Johansson và các đồng nghiệp.

## Mô tả
Vẹt đuôi dài Cuba có phần trán màu đỏ nhạt dần sang màu cam rồi chuyển sang màu vàng ở gáy. Nó có vùng da trắng xung quanh mắt và tròng đen màu vàng. Mặt, cằm, ngực, bụng và đùi có màu cam. Phần lưng trên có màu đỏ nâu với các lông màu xanh lục. Phần mông, lông dưới đuôi và lưng dưới có màu xanh lam. Các lông cánh màu nâu, đỏ và xanh tía. Bề mặt trên của đuôi có màu đỏ sẫm nhạt dần đến xanh lam ở đầu, và bề mặt dưới của đuôi có màu đỏ nâu. Mỏ đã được mô tả khác nhau là tối, đen toàn tập và đen xám. Chân màu nâu. Các giới tính giống hệt nhau về hình dáng bên ngoài, cũng như các loài vẹt đuôi dài khác. Về thể chất, vẹt đuôi dài Cuba khác biệt với vẹt đỏ ở chỗ không có mảng vai màu vàng, mỏ đen toàn thân và kích thước nhỏ hơn.
Dài khoảng 50 cm (20 in), vẹt đuôi dài Cuba nhỏ hơn một phần ba so với họ hàng lớn nhất của nó. Cánh dài 275–290 milimét (10,8–11,4 in), đuôi 215–290 milimét (8,5–11,4 in), thân 42–46 milimét (1,7–1,8 in) và thân dài 27–30 milimét (1,1–1,2 in). Cranium subfossil cho thấy chiều dài giữa bản lề naso-frontal và đường viền chẩm là 47,0 milimét (1,85 in), chiều rộng qua bản lề naso-frontal là khoảng 25,0 milimet (0,98 in) và chiều rộng của các quá trình sau quỹ đạo là khoảng 40 mm (1,6 in). Các chi tiết của hộp sọ tương tự như các loài Ara khác.
Nhà động vật học người Mỹ Austin Hobart Clark báo cáo rằng vẹt đuôi dài Cuba vị thành niên có màu xanh lục, mặc dù ông không cung cấp bất kỳ nguồn nào cho tuyên bố này. Không rõ liệu những con chim xanh phát hiện trên đảo thực chất là vẹt đuôi dài Cuba vị thành niên hay thay vào đó là vẹt đuôi dài quân sự hoang dã.

## Hành vi và sinh thái

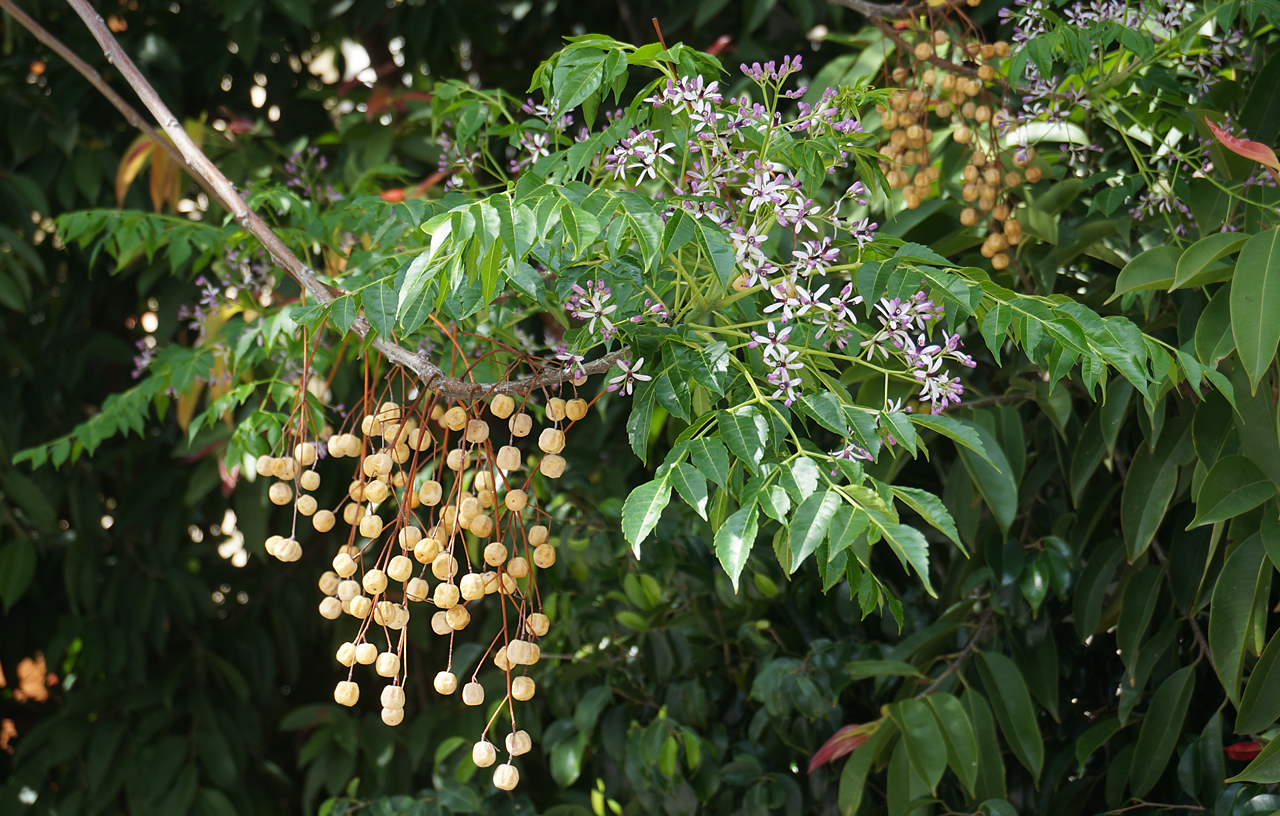
Quả cây dâu tây

Người ta biết rất ít về hành vi của vẹt đuôi dài Cuba và họ hàng vùng Caribe đã tuyệt chủng của nó. Gundlach báo cáo rằng nó kêu to như họ hàng Trung Mỹ của nó và rằng nó sống thành cặp hoặc gia đình. Khả năng bắt chước giọng nói của nó được cho là kém hơn so với những con vẹt khác. Không có gì được biết về thói quen sinh sản hoặc trứng của nó, nhưng một tổ được báo cáo là một cái rỗng trong lòng bàn tay.
Phần mái đầu lâu của cranium subfossil được làm phẳng, cho thấy vẹt đuôi dài Cuba ăn hạt cứng, đặc biệt là từ lòng bàn tay. Điều này phù hợp với thói quen của họ hàng lớn trên lục địa Nam Mỹ và khác với thói quen của họ hàng nhỏ hơn, chủ yếu ăn quả. Năm 1876, Gundlach viết rằng vẹt đuôi dài Cuba ăn trái cây, hạt của cây cọ hoàng gia (Roystonea regia) và cây dâu tây (Melia azedarach), cũng như các hạt và chồi khác. Cuba có nhiều loài cọ, và những loài được tìm thấy trong đầm lầy có lẽ là quan trọng nhất đối với vẹt Cuba.Phần cùi bao quanh hạt của cây dâu tây có lẽ là phần mà vẹt đuôi dài Cuba tiêu thụ.
Năm 2005, một loài rận nhai mới, Psittacobrosus bechsteini, được mô tả dựa trên một mẫu vật đã chết được phát hiện trên da bảo tàng của loài vẹt đuôi dài Cuba. Nó được cho là duy nhất của loài này, và do đó là một ví dụ về sự đồng tuyệt chủng. Các loài ve lông Genoprotolichus eurycnemis và Distigmesikya extinca cũng đã được báo cáo từ da vẹt đuôi dài Cuba, loài sau này mới được khoa học nghiên cứu.

## Phân bố và chỗ cư trú
Phạm vi phân bố của vẹt đuôi dài Cuba tại thời điểm người châu Âu định cư trên đảo chính của Cuba là không rõ ràng, nhưng loài này được cho là đã trở nên hiếm vào giữa thế kỷ 19. Nó có thể đã được giới hạn ở miền trung và miền tây của Cuba. Hầu hết các tài liệu từ thế kỷ 19 đều dựa trên các báo cáo của Gundlach từ Đầm lầy Zapata rộng lớn, nơi loài này khá phổ biến ở gần rìa phía bắc. Đến những năm 1870, nó trở nên hiếm hơn và đã rút vào nội địa. [2] Hộp sọ phụ từ Sagua La Grande là kỷ lục cực bắc và cực đông của loài vẹt đuôi dài Cuba. Một con trống con được tìm thấy trong một hang động. Các hang động thường không được vẹt đuôi dài ghé thăm, nhưng khu vực xung quanh có thể là một vùng đầm lầy trước đây. [8] Vẹt đuôi dài Cuba cũng từng sinh sống ở Isla de la Juventud (trước đây được gọi là Isla de Pinos / Isle of Pines) ngoài khơi Cuba, nhưng các nhà điểu học người Mỹ Outram Bangs và Walter R. Zappey đã báo cáo rằng cặp cuối cùng bị bắn gần La Vega vào năm 1864. [ 21] Các tác giả ban đầu cũng tuyên bố nó sống ở Haiti và Jamaica, nhưng điều này không còn được chấp nhận.
Môi trường sống của vẹt đuôi dài Cuba là địa hình xavan mở với cây cối rải rác, đặc trưng của khu vực đầm lầy Zapata. Cuba ban đầu được bao phủ rộng rãi trong rừng, phần lớn trong số đó đã được chuyển đổi thành đất trồng trọt và đồng cỏ. Lomas de Rompe, nơi vẹt đuôi dài cũng được báo cáo, có khu rừng trưng bày giống rừng nhiệt đới.

## Sự tuyệt chủng
Săn bắn đã được đề xuất là một yếu tố dẫn đến sự tuyệt chủng của vẹt đuôi dài Cuba. Vẹt đã bị người Mỹ bản địa ở vùng Caribê săn bắt, nuôi làm thú cưng và buôn bán trước khi người châu Âu đến. Vẹt đuôi dài Cuba được cho là "ngu ngốc" và chạy chậm, do đó dễ dàng bị tóm gọn. Nó bị giết để làm thức ăn; Du khách người Ý Gemelli Careri thấy thịt ngon, nhưng Gundlach cho rằng nó dai. Bằng chứng khảo cổ cho thấy vẹt đuôi dài Cuba bị săn bắt ở Havana trong thế kỷ 16-18. Nó cũng có thể đã bị khủng bố như một loài dịch hại cây trồng, mặc dù nó không sống gần nhà ở.
Ngoài việc được nuôi làm thú cưng tại địa phương, nhiều vẹt đuôi dài Cuba (có lẽ hàng nghìn mẫu vật) đã được buôn bán và gửi sang châu Âu. Việc buôn bán này cũng được cho là nguyên nhân góp phần dẫn đến sự tuyệt chủng. Đánh giá về số lượng các mẫu vật được bảo tồn có nguồn gốc là vật nuôi nhốt, loài này có lẽ không hiếm trong các vườn thú châu Âu và các bộ sưu tập khác. Nó phổ biến như một loài chim lồng, mặc dù nó có tiếng là làm hỏng các vật dụng bằng mỏ của nó. Hơn nữa, những người thu gom bắt chim non bằng cách quan sát chim trưởng thành và chặt cây nơi chúng làm tổ, mặc dù đôi khi chim non vô tình bị giết. Thực hành này làm giảm số lượng quần thể và phá hủy có chọn lọc môi trường sống sinh sản của loài. Phương tiện sưu tập này vẫn tiếp tục cho đến ngày nay với vẹt đuôi dài Cuba (Psittacara euops) và cá la hán Cuba (Amazona leucocephala).
Một cơn bão năm 1844 được cho là đã quét sạch số lượng vẹt đuôi dài Cuba khỏi Pinar del Río. Các trận bão tiếp theo vào năm 1846 và 1856 tiếp tục phá hủy môi trường sống của chúng ở phía tây Cuba và khiến dân số còn lại phân tán. Ngoài ra, một cơn bão nhiệt đới đã tấn công đầm lầy Zapata vào năm 1851. Với một quần thể vẹt đuôi dài khỏe mạnh, những sự kiện như vậy có thể có lợi bằng cách tạo ra môi trường sống thích hợp. Tuy nhiên, với vị trí bấp bênh của loài, nó có thể dẫn đến môi trường sống bị chia cắt và khiến chúng tìm kiếm thức ăn ở những nơi chúng dễ bị săn bắn hơn.
Ngày tuyệt chủng của vẹt đuôi dài Cuba là không chắc chắn. Những lần Gundlach nhìn thấy đầm lầy Zapata vào những năm 1850 và bản báo cáo cũ của Zappey về một cặp ở Isla de la Juventud năm 1864 là những tài liệu đáng tin cậy cuối cùng. Năm 1886, Gundlach báo cáo rằng ông tin rằng các loài chim vẫn tồn tại ở miền nam Cuba, điều này khiến Greenway cho rằng loài này tồn tại cho đến năm 1885. Vẹt thường là một trong những loài đầu tiên bị tiêu diệt khỏi một địa phương nhất định, đặc biệt là các hòn đảo.
Theo nhà văn người Anh Errol Fuller, những người theo chủ nghĩa tiên phong được đồn đại là đã lai tạo ra những loài chim có ngoại hình tương tự như vẹt đuôi dài Cuba. Tuy nhiên, những con chim này được cho là có kích thước lớn hơn vẹt đuôi dài Cuba, được lai tạo từ các loài vẹt đuôi dài lớn hơn.

## Hình ảnh

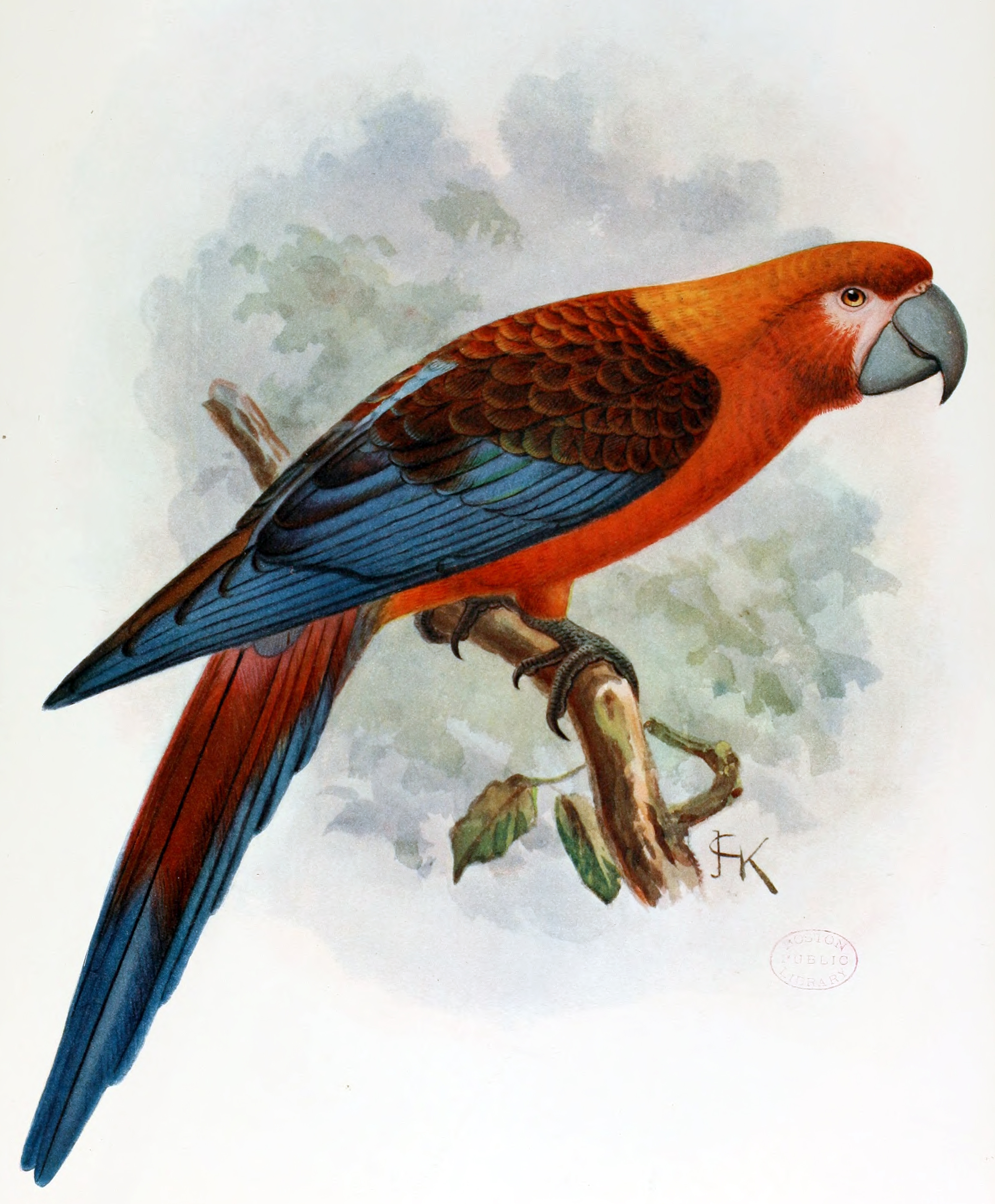
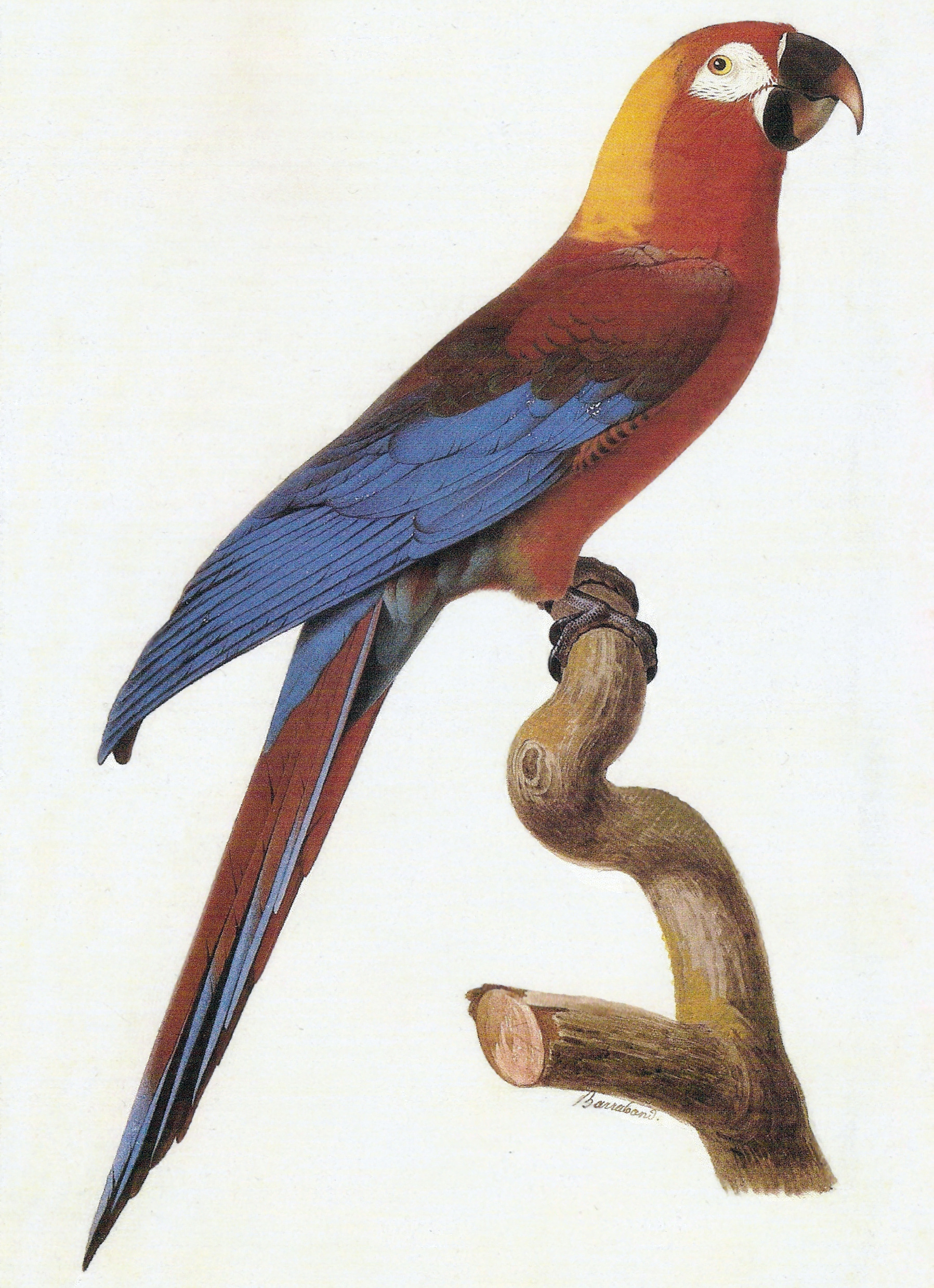
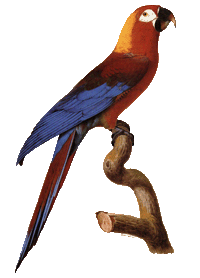
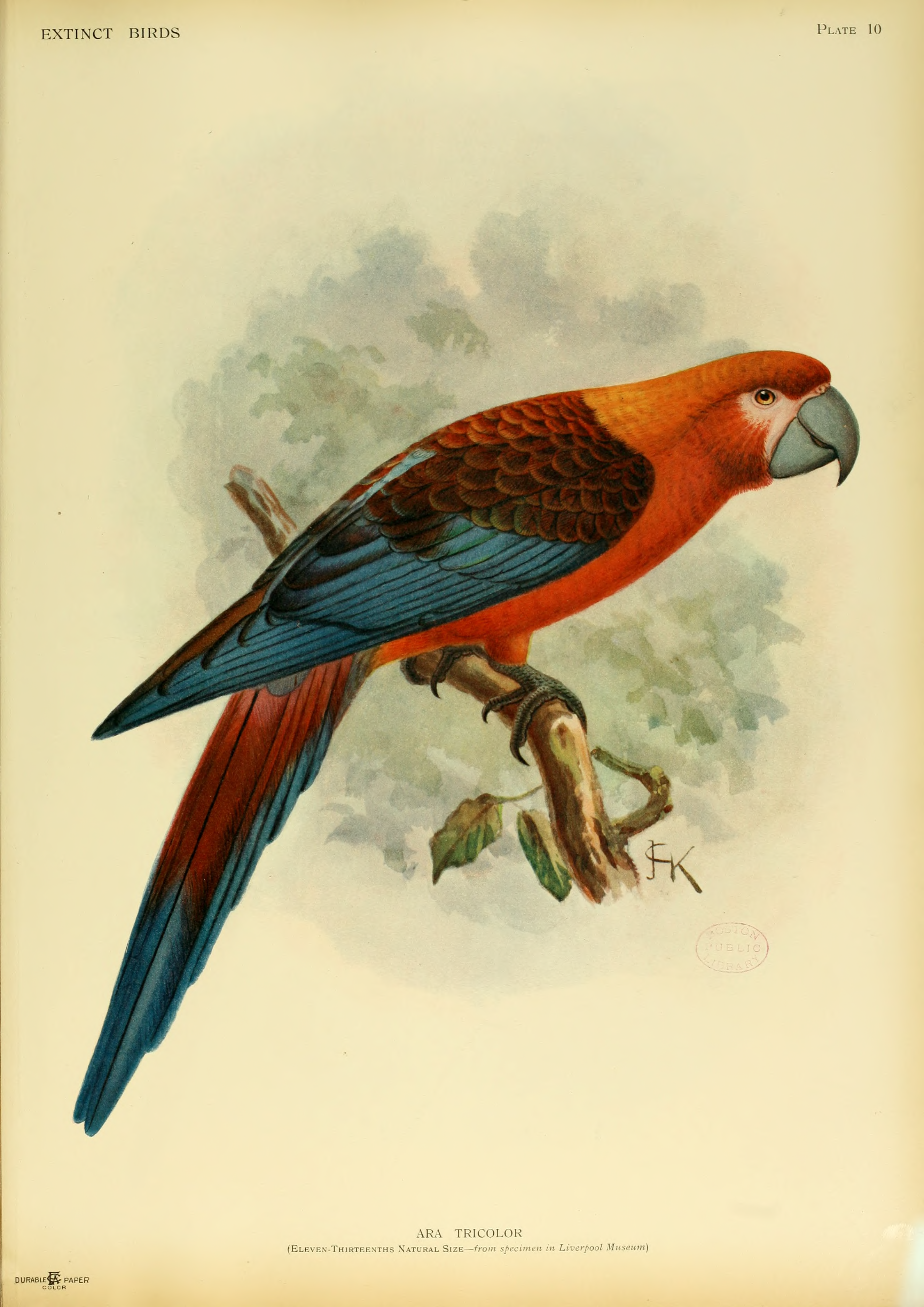
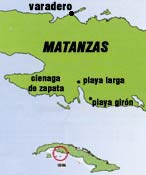